# Amatori Hockey Lodi 1987-1988
Questa voce raccoglie le informazioni riguardanti l'Amatori Hockey Lodi nelle competizioni ufficiali della stagione 1987-1988.

## Maglie e sponsor
Lo sponsor ufficiale per la stagione 1987-1988 fu Fin Reda.
| 1ª divisa |

## Organigramma societario
- Presidente: Gianni Carminati

## Organico

### Giocatori
| N° | Naz.                  | Ruolo | Sportivo         |  |  |  |
| -- | --------------------- | ----- | ---------------- |  |  |  |
|    | Italia (bandiera)     | P     | Roberto Saccò    |  |  |  |
|    | Italia (bandiera)     | E     | Aldo Belli       |  |  |  |
|    | Italia (bandiera)     | E     | Sergio Bolognesi |  |  |  |
|    | Italia (bandiera)     | E     | Roberto Citterio |  |  |  |
|    | Italia (bandiera)     | E     | Fenocchi         |  |  |  |
|    | Italia (bandiera)     | E     | Mario Ferrari    |  |  |  |
|    | Italia (bandiera)     | E     | Roberto Marino   |  |  |  |
|    | Italia (bandiera)     | E     | Danilo Nava      |  |  |  |
|    | Italia (bandiera)     | E     | Massimo Nava     |  |  |  |
|    | Portogallo (bandiera) | E     | Miguel Rocha     |  |  |  |